# SITVA
El Sistema Integrado de Transporte del Valle de Aburrá (acrónimo: SITVA) es una red multimodal de transporte público masivo e integrado que opera en el Área Metropolitana del Valle de Aburrá, en el departamento de Antioquia, Colombia. Su eje estructurante es el Metro de Medellín, un tren metropolitano que se articula con otros modos de transporte mediante un sistema de integración tarifaria, operacional y física.
El SITVA está conformado por diversos subsistemas, entre los que se incluyen: el sistema de teleféricos Metrocable; los corredores de autobús de tránsito rápido y pretroncales de Metroplús; las rutas de transporte público colectivo del SIT Medellín; el Tranvía de Ayacucho; el sistema público de bicicletas EnCicla y el Sendero de conexión Independencias, un recorrido peatonal en ladera asistido por escaleras eléctricas.

## Historia
La historia del Sistema Integrado de Transporte del Valle de Aburrá —SITVA— está estrechamente vinculada a los procesos de transformación urbana, modernización del transporte público y planificación metropolitana que ha vivido Medellín desde finales del siglo XX. Su evolución ha sido gradual y acumulativa, con momentos clave que marcaron el paso de un modelo fragmentado y predominantemente informal hacia un sistema multimodal articulado en lo técnico, operativo y tarifario.
Desde los primeros estudios de factibilidad para un sistema férreo en década de 1970, pasando por la construcción y expansión del Metro de Medellín en las décadas siguientes, hasta la consolidación de modos complementarios como el Metrocable, Metroplús, el Tranvía de Ayacucho y EnCicla, el SITVA ha sido el resultado de múltiples esfuerzos institucionales, decisiones de política pública y aprendizajes acumulados en materia de movilidad sostenible.
La cronología del sistema refleja tanto las fases de planeación e implementación como los desafíos sociales, técnicos y financieros enfrentados a lo largo de más de cuatro décadas. A continuación, se presenta un recorrido histórico que da cuenta de sus antecedentes, conformación progresiva, integración funcional y proyecciones a futuro.

### Antecedentes
Durante las décadas de 1970 y 1980, el Valle de Aburrá enfrentó un acelerado proceso de urbanización, acompañado por el crecimiento desordenado del parque automotor, congestión vehicular creciente, aumento de los tiempos de desplazamiento y deterioro de la calidad del aire. Esta situación motivó la formulación de soluciones de transporte de carácter metropolitano.
Desde comienzos de la década de 1980 se plantearon distintas alternativas para mejorar la movilidad en el área metropolitana de Medellín. La alcaldía de Medellín, a través del Departamento Administrativo de Planeación, promovió estudios orientados a encontrar soluciones estructurales al problema del transporte urbano, con el apoyo del Departamento Nacional de Planeación y de la gobernación de Antioquia. Entre las opciones consideradas se contemplaron corredores exclusivos de buses, trenes ligeros y un sistema ferroviario de mayor capacidad.
La propuesta que logró mayor viabilidad técnica y financiera fue la construcción de un sistema ferroviario, que dio origen al proyecto Metro de Medellín. En 1982, mediante la Ley 86 de ese año, el congreso de la República autorizó la ejecución del proyecto con participación del gobierno nacional, del departamento de Antioquia y del municipio de Medellín.
Durante la década de 1990, con la entrada en operación de las líneas A y B del metro, se iniciaron algunos esfuerzos incipientes de integración física y tarifaria entre rutas de transporte colectivo y estaciones del sistema ferroviario, aunque sin una estructura institucional que articulara los distintos modos. Estos primeros intentos evidenciaron la necesidad de avanzar hacia una planificación coordinada y una integración más amplia.
El concepto de integración multimodal empezó a consolidarse hacia finales de los años noventa, impulsado por el Área Metropolitana del Valle de Aburrá, autoridad ambiental y de planificación regional desde 1980. En este periodo, el organismo promovió la estructuración de un sistema metropolitano de transporte público, capaz de articular distintos modos y operadores bajo un mismo esquema institucional y operativo. Estas iniciativas sentaron las bases para la creación formal del Sistema Integrado de Transporte del Valle de Aburrá en 2002.

### Origen del sistema férreo metropolitano
Las obras de construcción del sistema ferroviario comenzaron en 1985, luego de la constitución de la empresa Metro de Medellín en 1979 y de la firma de los contratos iniciales con el consorcio germano-hispano Kreditanstalt für Wiederaufbau–Deutsche Bahn–Siemens AG–CAF. El trazado aprobado contempló una línea longitudinal entre Bello e Itagüí y otra transversal hacia el occidente, con un sistema de energía mediante catenaria aérea, estaciones elevadas, trenes articulados y vía férrea de trocha estándar. Hacia 1987 el proyecto acumulaba un retraso de unos 23 meses respecto al cronograma original, que estimaba terminarlo en mayo de 1990.
En 1988 se firmaron los contratos de obra civil y de suministro de equipos. Sin embargo, el desarrollo del proyecto se vio interrumpido en octubre de 1989, cuando el consorcio contratista paralizó las obras debido a dificultades financieras y a la negativa del Gobierno nacional a respaldar nuevas garantías para créditos internacionales, tal como estaba previsto en el llamado «Acuerdo de Madrid». Ante esta situación, la ETMVA declaró la caducidad administrativa del contrato en noviembre de 1991.
Los conflictos legales y financieros entre las partes llevaron a la firma del «Acuerdo de Bogotá» en marzo de 1991, aunque este no logró resolver las diferencias. Finalmente, en febrero de 1992 se suscribió un nuevo acuerdo que incluía la extensión del plazo contractual por 36 meses, el pago anticipado de 50 millones de dólares y la implementación de un mecanismo de arbitraje mediante amigables componedores. En agosto de ese mismo año fue revocada la caducidad administrativa y, en diciembre de 1992, las obras se reanudaron formalmente tras 38 meses de suspensión. Durante este periodo se renegociaron aspectos técnicos, financieros y contractuales, y se ajustaron los plazos de entrega del sistema.
Tras la reactivación del proyecto, comenzaron las primeras pruebas técnicas en abril de 1994, con un recorrido piloto de 11 km entre los talleres en Bello y la estación Caribe. Finalmente, el 30 de noviembre de 1995 se inauguró oficialmente la línea A entre Niquía y Poblado, con una longitud inicial de 25,8 kilómetros. La línea recorre el eje del valle de Aburrá de norte a sur, atravesando los municipios de Bello, Medellín e Itagüí.
El 28 de febrero de 1996 entró en operación la línea B, que conecta San Javier, en el occidente de Medellín, con San Antonio, en el centro de la ciudad. Esta línea permitió implementar una primera forma de integración física, ya que ambas líneas comparten esa estación como punto de transferencia.
Desde sus primeras fases operativas, el sistema férreo fue concebido como el eje estructurador de una futura red de transporte masivo para toda el área metropolitana. Aunque en esta etapa no existía aún una integración tarifaria ni una autoridad metropolitana de transporte formalmente consolidada, el metro sirvió de referencia para planificar la articulación con otros modos, como las rutas de buses y microbuses existentes, y para impulsar el desarrollo de nuevos sistemas alimentadores y complementarios en los años siguientes.

### Institucionalización del SITVA
En 2002 se formalizó la creación del Sistema Integrado de Transporte del Valle de Aburrá –SITVA–, mediante el Acuerdo Metropolitano 019 de 2002 expedido por el Área Metropolitana del Valle de Aburrá. Dicho acuerdo declaró al transporte terrestre automotor como un hecho metropolitano y constituyó un hito decisivo en la planificación regional de movilidad, al establecer un modelo de integración operativa, tarifaria y física centrado en el Metro de Medellín como eje estructurante.
En los años siguientes, el Área Metropolitana asumió la función de ente regulador, coordinador y planificador del sistema integrado, articulando actores como la empresa Metro de Medellín Ltda., Metroplús S. A. y cooperativas de transporte colectivo, bajo estándares técnicos y operativos comunes. Esta institucionalización permitió proyectar la ampliación del SITVA hacia nuevos modos —como los teleféricos urbanos, los buses de tránsito rápido y el tranvía— mediante convenios interinstitucionales y contratos que facilitaron la operación coordinada de los distintos subsistemas.
La consolidación normativa del SITVA avanzó con la expedición de la Resolución Metropolitana 1371 de 2008 por parte del Ministerio de Transporte, en la cual se definió el área de influencia del sistema integrado, se designó al Área Metropolitana como autoridad de transporte masivo y se establecieron criterios técnicos y administrativos para su regulación.

### Implementación del sistema teleférico
En 2004, Medellín inauguró la línea K del Metrocable de Medellín, el primer teleférico urbano del mundo diseñado para el transporte público masivo. Este sistema conecta áreas de difícil acceso geográfico con la red del SITVA, integrándose plenamente al sistema de transporte masivo de la ciudad. La implementación del Metrocable ha sido reconocida como un modelo innovador de movilidad urbana que ha transformado la conectividad y la calidad de vida de sus habitantes. Su éxito inspiró a otras ciudades latinoamericanas, como Caracas, La Paz, Manizales, Bogotá y Ciudad de México, a desarrollar sistemas similares. Además, la tecnología de teleféricos urbanos ha sido promovida por instituciones como el Banco Mundial como una solución económicamente viable para el transporte público en áreas urbanas montañosas o de difícil acceso.
En 2008 se amplió la red de teleféricos con la entrada en operación de la línea J, que conecta la estación San Javier con la comuna 13 – San Javier, mejorando el acceso en laderas de difícil topografía al occidente de la ciudad.
Dos años después, en 2010, se inauguró la línea L, concebida como una extensión turística y ecológica del sistema, que conecta la estación Santo Domingo Savio con el parque Arví, mediante un trazado de mayor longitud y sin estaciones intermedias, destinado principalmente al acceso al corredor ecológico del Bosque de Niebla.
En 2015 se incorporaron las líneas H y M, integradas al Tranvía de Ayacucho, como parte del proyecto de renovación urbana del centro-oriente de Medellín. Estas líneas extendieron el sistema hacia sectores de la comuna 8 – Villa Hermosa y la comuna 9 – Buenos Aires, fortaleciendo la intermodalidad del SITVA.

### Modernización del sistema de recaudo
En 2006 se introdujo la tarjeta Cívica, un sistema de recaudo electrónico sin contacto basado en tecnología de radiofrecuencia, que sustituyó progresivamente los antiguos boletos físicos y mecanismos de validación manual. Este medio de pago, recargable y personalizable, permitió centralizar la gestión del recaudo, reducir los tiempos de acceso a los vehículos y estaciones, y facilitar la integración tarifaria entre los distintos modos del SITVA. Su implementación marcó un avance significativo en la modernización tecnológica del sistema, al tiempo que introdujo funcionalidades como el registro de viajes, las recargas en línea, el bloqueo por pérdida y la categorización de usuarios preferenciales.
En 2022 se complementó esta infraestructura con la incorporación del ingreso mediante códigos QR, que permitió ampliar las opciones de acceso, especialmente para usuarios ocasionales, turistas o personas que no utilizan la tarjeta Cívica. Esta modalidad fue habilitada en todas las estaciones del sistema férreo, el Tranvía de Ayacucho, las líneas del metrocable de Medellín y el sistema de buses Metroplús, mediante validadores electrónicos actualizados, conectados a la plataforma de recaudo central. La interoperabilidad entre los distintos métodos de acceso supuso un nuevo avance en la digitalización de los servicios, alineado con los objetivos de accesibilidad, eficiencia y automatización del sistema de transporte metropolitano.

### Desarrollo del sistema de buses de tránsito rápido
En 2009 comenzó a operar Metroplús, un sistema de buses de tránsito rápido desarrollado para complementar el sistema férreo en ejes viales troncales. Su primera etapa se implementó en un corredor exclusivo que unía principalmente el centro de Medellín con la comuna 16 – Belén, atravesando la avenida Guayabal y la calle 30.
En diciembre de 2011 se inauguró la operación comercial de la troncal Belén–Aranjuez, con un trazado de 12,5 km y 20 estaciones, servidas por buses articulados con acceso desde plataforma nivelada, incluida una estación de integración con el metro en la estación Industriales, para entroncarese posteriormente con la avenida Ferrocarril.
En 2013 se puso en funcionamiento la línea 2 por la avenida Oriental, que conectó parte del suroccidente de Medellín con la Troncal Belén–Aranjuez, consolidando la interconexión entre corredores. Ese mismo año, también se habilitaron rutas alimentadoras para complementar el servicio troncal.
La cobertura en el municipio de Itagüí comenzó en 2012 con obras en la pretroncal del sur, y fue extendida formalmente en etapas posteriores con la construcción de nuevos tramos (como el tramo 4A en 2024), que ampliaron la cobertura hasta conectar con estaciones como el barrio El Rosario y sectores cercanos de Itagüí.
En 2019 se inauguró la línea O, constituida por 27 paraderos exclusivos sobre la avenida 80, reforzando la red troncal metropolitana y ampliando la cobertura del sistema. Este avance contribuyó a consolidar un sistema integrado en el marco del SITVA, al facilitar la intermodalidad con el metro, los teleféricos y el tranvía.

### Implementación del sistema tranviario
El Tranvía de Ayacucho, oficialmente conocido como línea T del SITVA, fue inaugurado el 20 de octubre de 2015 por el presidente de la República, y entró en operación comercial el 31 de marzo de 2016. Se trata del primer tranvía moderno de América Latina, basado en la tecnología francesa Translohr, que emplea neumáticos de caucho guiados por un riel central. Esta solución técnica fue diseñada para sortear pendientes pronunciadas en el corredor oriental de Medellín.
Este sistema tranviario recorre 4,3 km entre la estación San Antonio y el barrio Oriente (Alejandro Echavarría), con tres estaciones y seis paradas. Cuatro de ellas permiten la transferencia física con otros modos del SITVA, en particular con las líneas A y B del metro y los sistemas de teleférico en estaciones como San Antonio, Miraflores y Oriente.
Este tranvía fue concebido desde su planeación como un componente esencial del SITVA. Desde sus primeras fases de diseño (contratos firmados a partir de 2011), se proyectó como parte de una red intermodal que integrara el tranvía con los sistemas de teleférico urbano líneas H y M. La estación Oriente fue diseñada específicamente para permitir la conexión con dichos metrocables, consolidando la intermodalidad en la zona centro‑oriental de la ciudad.

### Incorporación de medios no motorizados
En octubre de 2011 se puso en funcionamiento el sistema público de bicicletas EnCicla, desarrollado mediante un convenio entre el Área Metropolitana del Valle de Aburrá y la Universidad EAFIT. Inicialmente operó como un piloto urbano con 105 bicicletas y seis estaciones manuales en Medellín, conectando la estación Estadio del metro con la Universidad Pontificia Bolivariana y la Universidad Nacional de Colombia sede Medellín.
Desde sus primeros meses, se diseñó como un componente del Sistema Integrado de Transporte del Valle de Aburrá. Algunas de las estaciones se ubicaron estratégicamente junto a terminales del sistema férreo y del tranvía de Ayacucho, para promover la intermodalidad entre los modos de transporte público.
En 2016 el sistema ya contaba técnicamente con 32 estaciones automáticas y 19 manuales, cerca de 1 100 bicicletas y una media aproximada de 17 000 préstamos diarios; para ese año se había superado los 3,5 millones de desplazamientos.
En años posteriores, el sistema se expandió hacia otros municipios del Valle de Aburrá —como Envigado, Sabaneta, Itagüí y Bello— y sumó estaciones adicionales, más bicicletas (hasta 2 000 en 2021) y mayor cobertura intermodal.
Desde un primer momento se contempló la integración tarifaria y técnica con otros componentes del SITVA. En 2015 se habilitó el uso de la tarjeta Cívica como medio de acceso y recaudo en EnCicla, lo que consolidó su interoperabilidad dentro del sistema integrado de transporte metropolitano.

### Integración del transporte colectivo tradicional
En 2017, mediante el Acuerdo Metropolitano n.º 5 del Área Metropolitana del Valle de Aburrá, dio inicio el proceso de integración de las empresas privadas de transporte colectivo al modelo del SITVA, a través del programa conocido como SIT (Medellín). Este proceso fue liderado por la Secretaría de Movilidad de Medellín y el Área Metropolitana como autoridad de transporte público metropolitano.
La integración se basó en procedimientos de colaboración interempresarial—los llamados convenios de colaboración empresarial—mediante los cuales se implementaron medidas como la racionalización de rutas para evitar duplicidades, la renovación progresiva del parque automotor con tecnologías limpias (hasta un 58 % de reducción de kilómetros ociosos), la estandarización de paraderos y horarios, y la unificación de imagen institucional de las rutas integradas.
De esta manera, se lograron objetivos concretos: para 2018 todas las empresas adheridas al SITVA contaban con recaudo centralizado mediante la tarjeta Cívica y un servicio operado bajo criterios técnicos metropolitano. En ese año, cerca de 350 000 usuarios diarios hicieron uso de rutas integradas con tarifa unificada, y se estableció cobertura en las seis cuencas metropolitanas establecidas, contribuyendo a una movilidad más eficiente y sostenible.
Estos avances consolidaron la transición hacia un sistema de transporte colectivo más ordenado y coordinado, alineado con los principios de intermodalidad, cobertura regional, eficiencia operativa y acceso tarifario integrado del SITVA.

### Consolidación y expansión de la red integrada
Durante 2019 se llevaron a cabo diversas expansiones de infraestructura y servicios en el marco del Plan Maestro de Movilidad 2020–2030. Se ejecutaron nuevas obras para ampliar rutas de Metroplús y se construyeron y habilitaron estaciones adicionales del sistema de bicicletas públicas EnCicla, incrementando la cobertura en zonas no atendidas originalmente por el metro ni los teleféricos.
En febrero de 2023 comenzaron formalmente las obras físicas del proyecto línea E (también conocido como Metro de la 80 o «Línea E de Ecociudad»). Esta nueva línea férrea, con 13,25 km y 17 estaciones entre la estación Caribe y Aguacatala, fue adjudicada a la Unión Temporal Metro de la 80 (CRRC–Mota‑ENGIL). Las obras fueron anunciadas por el gerente del Metro de Medellín como el mayor proyecto de infraestructura en el área metropolitana desde hace 25 años, con entrega estimada hacia 2027−2028 y conexión directa con la red SITVA a través de intercambiadores físicos en estaciones como Caribe, Floresta y Aguacatala.
De forma complementaria, la Alcaldía de Medellín informó que durante el primer semestre de 2023 se avanzó en la gestión predial, estudios topográficos y diseños de detalle, y que se utilizó tecnología de drones para monitorizar las obras en sectores como Caribe y Floresta. Asimismo, se construyeron intercambios viales sobre la avenida 80, como el cruce con la calle Colombia y el puente San Juan, que mejoraron la movilidad urbana y facilitaron el paso del tren ligero en el futuro corredor occidental.
Este proyecto representa un nuevo hito para la conectividad del occidente de Medellín y forma parte del Plan Rector de Expansión del Metro (2026–2030), con el objetivo de consolidar una red multimodal que articule el metro con líneas de Metroplús y redes de movilidad sostenible dentro del SITVA.

### Cronología
A continuación se presenta una cronología de los principales hitos en la planificación, construcción e implementación del Sistema Integrado de Transporte del Valle de Aburrá (SITVA). La tabla recoge los eventos más relevantes desde los primeros estudios y decisiones institucionales hasta la consolidación del sistema como una red multimodal de transporte público:
| Año  | Evento                               | Detalles |
| ---- | ------------------------------------ | --- |
| 1982 | Aprobación del proyecto del metro    | El Gobierno Nacional autoriza la ejecución del proyecto Metro de Medellín. |
| 1985 | Inicio de obras                      | Comienza la construcción de la infraestructura del sistema metro. |
| 1995 | Inauguración de la Línea A           | Se pone en operación el primer tramo entre Niquía y Poblado. |
| 1996 | Inauguración de la Línea B           | Entra en servicio la línea entre San Javier y San Antonio. |
| 2002 | Formación del SITVA                  | Se establece oficialmente el Sistema Integrado de Transporte del Valle de Aburrá (SITVA), con el objetivo de articular diferentes modos de transporte bajo una estructura común. |
| 2004 | Inicio del sistema teleférico        | Se inaugura la Línea K del Metrocable, la primera en su tipo en Medellín. |
| 2006 | Tarjeta Cívica                       | Se implementa el sistema de recaudo electrónico en el metro. |
| 2008 | Expansión del teleférico             | Inauguración de la Línea J del sistema Metrocable. |
| 2009 | Inicio de Metroplús                  | Comienza la operación del sistema de buses de tránsito rápido en Medellín. |
| 2010 | Teleférico rural                     | Se inaugura la Línea L, con conexión hacia el corregimiento de Santa Elena. |
| 2011 | Sistema de bicicletas públicas       | Inicia operación EnCicla, administrado por el Área Metropolitana del Valle de Aburrá.                                                                                            |
| 2015 | Tranvía de Ayacucho                  | Entra en funcionamiento el tranvía y se inauguran las líneas H y M del teleférico.                                                                                               |
| 2017 | Integración con transporte colectivo | Empresas privadas se incorporan al modelo SIT Medellín. |
| 2019 | Expansión de servicios               | Se amplían rutas de Metroplús y estaciones de EnCicla. |
| 2022 | Ingreso con código QR                | Se implementa el acceso con QR en todas las líneas del SITVA. |
| 2023 | Obras del Metro de la 80             | Comienza la construcción del nuevo corredor férreo en el occidente de Medellín.                                                                                                  |

## Área de influencia
El SITVA, incluyendo todas sus líneas troncales y modos complementarios, moviliza el 51.6 % de los pasajeros usuarios del transporte público en el Valle de Aburrá.
Su área de influencia directa corresponde a los municipios integrados formalmente al sistema: Medellín, Bello, Itagüí, Envigado, Sabaneta y La Estrella.
De manera indirecta, el sistema atiende a usuarios de municipios vecinos mediante rutas alimentadoras e intermunicipales que convergen en estaciones de integración. Entre estos municipios se encuentran Caldas, Copacabana, Girardota, Barbosa, La Ceja y el aeropuerto internacional José María Córdova.

### Cobertura modal y territorial
El SITVA articula múltiples modos de transporte desde un enfoque multimodal. La cobertura territorial directa incluye seis municipios integrados: Medellín, Bello, Itagüí, Envigado, Sabaneta y La Estrella. En estos municipios, los usuarios pueden acceder a todos los modos troncales (metro, tranvía, teleférico) y complementarios (Metroplús, alimentadores, EnCicla), operando bajo una estructura tarifaria, técnica y operativa única, coordinada por el Área Metropolitana del Valle de Aburrá.
El sistema también extiende su cobertura de manera indirecta a municipios circundantes como Caldas, Copacabana, Girardota, Barbosa y el Aeropuerto José María Córdova, mediante rutas alimentadoras y servicios intermunicipales que operan conectándose en estaciones de integración del SITVA. Aunque estos municipios no están integrados al régimen tarifario, sí cuentan con convenios operativos o infraestructuras específicas para facilitar el intercambio modal.
Desde el punto de vista modal, el SITVA se despliega de la siguiente manera:
- Sistema férreo: cubre el eje central del Valle de Aburrá con las líneas A y B del Metro; se planea la línea E (Metro de la 80) en corredor metropolitano occidental.
- Metrocable: líneas teleféricas operativas H, J, K, L, M y P que conectan zonas de ladera con otros modos del sistema.
- Tranvía: línea T, conectada operativamente al Metrocable y al Metro, principalmente en el eje oriental de Medellín.
- Buses de tránsito rápido: líneas 1, 2 y O del Metroplús, operando sobre corredores segregados o prioritarios.
- Alimentadores y rutas tradicionales: diseñadas para conectar barrios periféricos con estaciones intermodales.
- Bicicletas públicas EnCicla y cicloparqueaderos: infraestructura complementaria para promover la intermodalidad. EnCicla dispone de estaciones automáticas y manuales conectadas a estaciones del SITVA; sus bicicletas mecánicas y eléctricas permiten completar viajes en zonas complementarias.[59]

La extensión modal y territorial del SITVA asegura cobertura metropolitana efectiva y fomenta la conexión no solo dentro de los municipios integrados sino también con zonas vecinas, articulando movilidad multimodal y ambientalmente sostenible.

### Nodos de transferencia e intercambio modal
El SITVA cuenta con una red de estaciones y terminales que funcionan como nodos estratégicos de intercambio modal, extendiendo su influencia más allá de los municipios integrados formalmente. Estos puntos permiten la articulación de los distintos modos del sistema —metro, tranvía, teleférico, buses de tránsito rápido, alimentadores y bicicletas públicas— con servicios intermunicipales o complementarios.
Entre los nodos más relevantes se encuentran:
- Estación Caribe, que conecta la línea A con la Terminal del Norte, punto de partida de rutas intermunicipales hacia el norte y el oriente de Antioquia.
- Estación Itagüí, Estación Sabaneta y La Estrella, que facilitan la conexión con servicios hacia Caldas y el sur del valle de Aburrá.
- Estación Niquía, punto de conexión con rutas hacia Copacabana, Girardota y Barbosa.
- Estación Aguacatala y Estación Exposiciones, donde confluyen rutas que prestan servicio hacia el Aeropuerto Internacional José María Córdova.
- San Antonio, principal nodo de conexión entre las líneas A y B del metro, y articulación con el sistema tranviario.
- Estación San Javier, terminal de la línea B y punto de conexión con el Metrocable J.
- Estación Acevedo, articuladora entre la línea A y el Metrocable K.
- Oriente, que facilita transbordos entre el tranvía, EnCicla y rutas complementarias.

Estos nodos operan como plataformas para la extensión del sistema hacia municipios no integrados y como puntos estratégicos para la movilidad metropolitana.

### Integración física y nodos ciclistas
El SITVA cuenta con una infraestructura de integración física que facilita el transbordo entre distintos modos de transporte, incluyendo estaciones con conexiones internas entre metro, tranvía, metrocables, buses de tránsito rápido, alimentadores y bicicletas públicas. Esta infraestructura está diseñada para permitir recorridos continuos sin necesidad de salir del sistema, y se articula con espacios públicos, paraderos, intercambiadores viales y corredores peatonales.
La integración modal se refuerza mediante nodos ciclistas ubicados en estaciones clave del sistema, que disponen de cicloparqueaderos, zonas de conexión con la red EnCicla y accesos adaptados al transporte de bicicletas. Estos nodos permiten complementar los trayectos troncales del sistema con desplazamientos de última milla realizados en bicicleta.
Entre los principales nodos ciclistas se encuentran:
- Estación Universidad, que cuenta con cicloparqueaderos de alta capacidad, conexión directa con EnCicla y acceso a la Universidad de Antioquia.
- Estación Suramericana, conectada con el complejo deportivo Unidad Deportiva Atanasio Girardot y con infraestructura ciclística del sector.
- Estación Industriales, articulada con EnCicla y con una de las principales vías de conexión ciclista del sur del valle.
- Estación Estadio, nodo intermodal con capacidad de integración entre metro, EnCicla y rutas alimentadoras.
- Estación Miraflores, estación del sistema tranviario con conexión a cicloparqueaderos, EnCicla y espacios peatonales.
- Estación Cisneros, articulada con el corredor EnCicla de La Alpujarra y con estaciones cercanas de Metroplús.
- Hospital, con conexión directa a la red EnCicla en el centro de la ciudad.
- Estación Acevedo, nodo intermodal entre la línea A y el Metrocable K, con infraestructura para bicicletas que permite el acceso a zonas altas.

Estos espacios amplían el alcance territorial del sistema más allá de las estaciones, al integrar la bicicleta como modo complementario dentro del esquema de movilidad metropolitana.

### Extensión territorial mediante sistemas complementarios
El sistema público de bicicletas EnCicla, operado por el Área Metropolitana del Valle de Aburrá, se articula funcionalmente con el SITVA como modo complementario que facilita la conexión de última milla y la distribución de flujos. Aunque no está integrado al esquema tarifario del SITVA, su red de cicloestaciones y su flota extienden la cobertura efectiva del transporte público, conectando estaciones del metro, tranvía, metrocable y Metroplús con zonas residenciales, educativas y comerciales estratégicas.
Desde su inicio en 2011, EnCicla ha crecido hasta operar con aproximadamente 101 estaciones —automáticas y manuales— distribuidas en Medellín, Envigado, Itagüí y Sabaneta, con una flota estimada en 1 800 bicicletas y más de 112 000 usuarios activos.
En cicloestaciones situadas junto a nodos SI TVA como Universidad, Industriales, Suramericana, Oriente y estaciones del tranvía Ayacucho, se han dispuesto puntos de préstamo diseñados para promover la intermodalidad efectiva.
En su expansión más reciente, EnCicla ha alcanzado zonas periféricas estratégicas: se ha extendido a Bello e Itagüí y se implementó una fase piloto en La Estrella durante 2022, como parte de la estrategia del Plan Maestro de Movilidad de conectar los diez municipios del Valle de Aburrá.
La evidencia técnica sugiere que, aunque EnCicla no constituye un modo tarifario troncal, su presencia en nodos intermodales y su densidad territorial le confieren un papel clave en la ampliación de la cobertura modal y territorial del SITVA.

## Infraestructura
La infraestructura del Sistema Integrado de Transporte del Valle de Aburrá –SITVA– está compuesta por un conjunto de elementos físicos y materiales que soportan la operación del sistema. Esta infraestructura incluye estaciones, paraderos, vías férreas, líneas de teleférico, terminales de transporte, patios, talleres, centros de control, cicloparqueaderos y redes de circulación peatonal asociadas. Todos estos componentes se distribuyen en los diez municipios del valle de Aburrá y forman parte de una estructura técnica integrada, administrada y operada por distintas entidades bajo la coordinación general del Área Metropolitana del Valle de Aburrá como autoridad regional de transporte. Esta sección describe las características físicas y la distribución territorial de dicha infraestructura.

### Líneas activas y en construcción
A continuación se presentan las líneas que conforman actualmente la red del SITVA, así como las que se encuentran en fase de construcción. El listado agrupa todos los modos (metro, teleféricos, tranvía, buses y alimentadores) de manera unificada según su estado operativo:
| Línea | Modalidad                        | Estado                                 | Observaciones                                                           |
| ----- | -------------------------------- | -------------------------------------- | ----------------------------------------------------------------------- |
|       | Tren metropolitano               | En operación                           | Eje central norte-sur del Valle de Aburrá; inaugurada en 1995.          |
|       | Tren metropolitano               | En operación                           | Ramal occidental San Javier-San Antonio; desde 1996.                    |
|       | Teleférico urbano                | En operación                           | Integrada a la estación Oriente (tranvía).                              |
|       | Teleférico urbano                | En operación                           | Comunas occidentales; desde 2008.                                       |
|       | Teleférico urbano                | En operación                           | Primera línea de cable; integra con estación Acevedo.                   |
|       | Teleférico turístico             | En operación                           | Conecta con el parque Arví.                                             |
|       | Teleférico urbano                | En operación                           | Complementaria al tranvía de Ayacucho.                                  |
|       | Teleférico urbano                | En operación                           | Oriente de Medellín; desde 2021.                                        |
|       | Tranvía                          | En operación                           | Primer tranvía moderno de Colombia; desde 2015.                         |
|       | Bus de tránsito rápido           | En operación                           | Corredor Universidad de Medellín-Aranjuez.                              |
|       | Bus de tránsito rápido           | En operación                           | Corredor Universidad de Medellín-Aranjuez.                              |
|       | Bus de tránsito rápido           | En operación parcial y en construcción | Corredor Itagüí y Envigado                                              |
|       | Bus eléctrico de tránsito rápido | En operación                           | Operada por el Metro; línea piloto. Corredor La Palma-Caribe.           |
| E     | Tren metropolitano ligero        | En construcción                        | Corredor occidental (Metro de la 80); primera etapa adjudicada en 2023. |

Para más detalles técnicos de cada línea, véase la sección correspondiente a cada modo de transporte más adelante en este artículo.

### Sistema férreo
El sistema férreo del SITVA está compuesto por las líneas A y B del Metro de Medellín, las cuales operan sobre una infraestructura técnica especializada que incluye vías férreas, estaciones elevadas y a nivel, patios de maniobra, talleres de mantenimiento, subestaciones eléctricas, redes de señalización, estructuras de soporte y sistemas auxiliares. Esta red constituye el eje estructurante del sistema integrado de transporte del Valle de Aburrá y fue la primera en entrar en funcionamiento.
Las líneas férreas se apoyan sobre una doble vía de trocha estándar 1435 mm (4' 81/2") (ancho internacional), construida sobre balasto y durmientes de concreto en la mayor parte del trazado, aunque en algunos sectores el soporte de vía se realiza sobre losas de concreto en placa. Las líneas A y B se desarrollan principalmente en superficie, aunque varios tramos están elevados sobre viaductos de concreto o pilotes, especialmente al cruzar ríos, avenidas o zonas urbanas densas. No existen tramos subterráneos en el sistema. Las curvas, pendientes y radios de giro han sido diseñados conforme a estándares de ferrocarril metropolitano y adaptados a las condiciones topográficas del Valle de Aburrá.
La alimentación eléctrica del sistema se realiza mediante catenaria rígida suspendida sobre las vías. Esta infraestructura está conformada por postes, brazos metálicos, aisladores, cables tensores, subestaciones de rectificación, redes de distribución de media tensión y sistemas de puesta a tierra. Las subestaciones eléctricas están ubicadas en puntos estratégicos del recorrido y alimentan tramos definidos mediante seccionamientos automáticos. El voltaje de operación se ajusta a las especificaciones del material rodante y está monitoreado en tiempo real desde el centro de control.
Las estaciones del metro están distribuidas a lo largo de ambas líneas y se clasifican en estaciones a nivel y estaciones elevadas, según la configuración del terreno. Todas cuentan con plataformas techadas, accesos controlados, señalización institucional uniforme, torniquetes, taquillas, cámaras de vigilancia y sistemas de iluminación técnica. Algunas estaciones, como San Antonio, San Javier e Industriales, entre otras, permiten la conexión física con otros modos del SITVA mediante pasarelas, escaleras o módulos de integración compartidos. Varias de ellas disponen también de cicloparqueaderos, mobiliario urbano y accesos peatonales adecuados para personas con movilidad reducida.
El sistema dispone de patios de maniobra y talleres de mantenimiento independientes para cada línea. El principal patio del sistema está ubicado en el municipio de Bello, junto a la estación Niquía. Este espacio alberga el centro de operaciones del material rodante de la línea A y cuenta con zonas de estacionamiento, vías auxiliares, dispositivos de cambio de vía, edificios administrativos, bodegas y áreas de logística. En la línea B, el patio se encuentra al occidente de la estación San Javier y cumple funciones de alistamiento y reserva operativa.
Los talleres del metro están equipados con fosas de inspección, puentes grúa, plataformas de elevación, estaciones de lavado, surtidores técnicos, redes hidráulicas y eléctricas, almacenes de piezas, sistemas de aire comprimido, laboratorios de control técnico y oficinas especializadas. La infraestructura de estos espacios responde a exigencias normativas para sistemas ferroviarios urbanos y se encuentra en permanente adecuación y ampliación conforme al crecimiento de la flota y las necesidades de mantenimiento mayor.
El conjunto de esta infraestructura se articula mediante un sistema de señalización ferroviaria y control de tráfico centralizado, con enclavamientos electrónicos, balizas, semáforos ferroviarios, dispositivos de detección, telecomunicaciones embarcadas y redes de comunicación por fibra óptica. Estos sistemas físicos permiten la operación segura, sincronizada y continua de los trenes en ambas líneas, bajo supervisión del Centro de Control Integral del Metro de Medellín.

### Sistema tranviario
El sistema tranviario del SITVA está compuesto por la línea T del tranvía de Ayacucho, un corredor férreo de media capacidad construido para la operación de tranvías de piso bajo en entornos urbanos con alta densidad poblacional y topografía inclinada. Esta línea funciona como un eje transversal del sistema integrado y conecta el centro de Medellín con sectores del oriente de la ciudad, combinando infraestructura ferroviaria, estaciones específicas, sistemas eléctricos, patios y talleres dedicados.

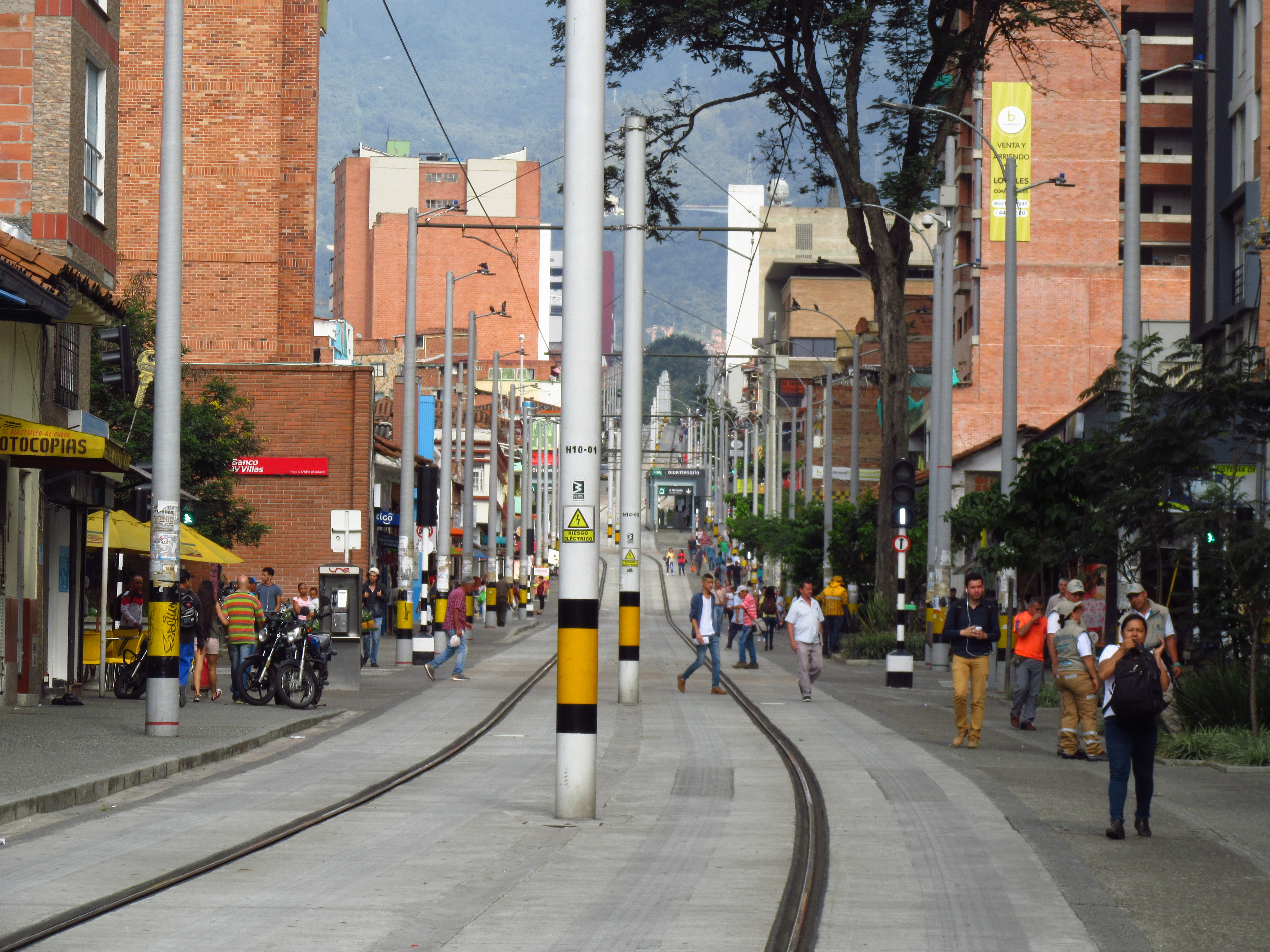
Vía del tranvía.

La línea T se desarrolla sobre una vía única con tramos de vía doble en puntos de cruce y en algunas estaciones. La trocha es estándar 1435 mm (4' 81/2") y la estructura de soporte está compuesta por losas de concreto armado en placa, sobre las cuales se fijan los rieles mediante sistemas de sujeción elástica. A lo largo del trazado se han dispuesto canaletas técnicas embebidas para alojar ductos eléctricos, redes de comunicaciones y sistemas de drenaje superficial. El trazado incluye pendientes pronunciadas y radios de giro reducidos, diseñados especialmente para la tecnología tranviaria adoptada.

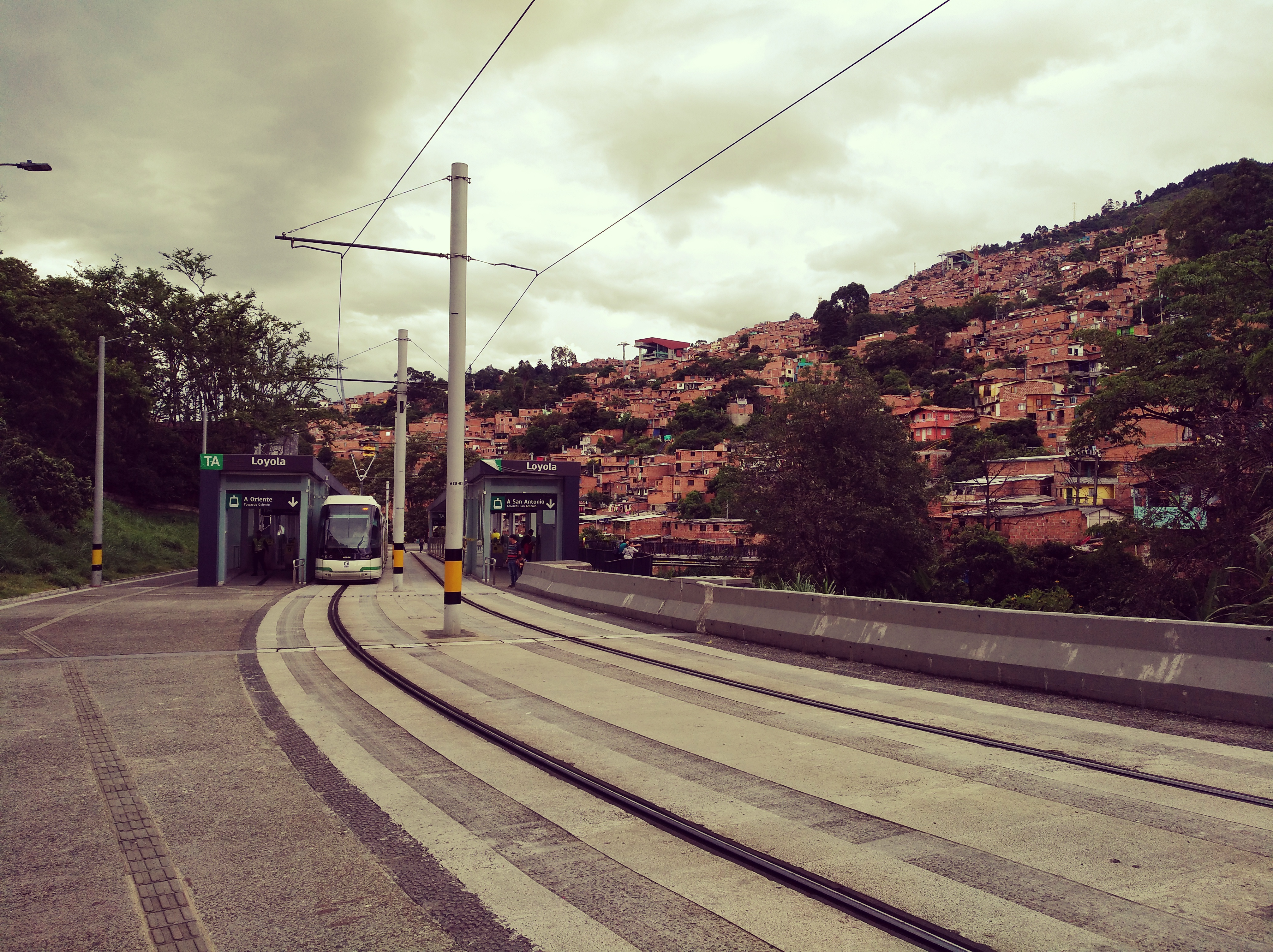
Catenaria cerca de la estación Loyola.

La alimentación eléctrica se realiza mediante una catenaria rígida suspendida sobre el eje central de la vía, compuesta por perfiles de aluminio con conductores de cobre y sistemas de suspensión fija. Esta infraestructura se alimenta desde subestaciones eléctricas dedicadas, con convertidores, transformadores, interruptores de alta capacidad, sistemas de protección y redes de distribución de media tensión. La tensión de operación está calibrada para el material rodante de piso bajo y es monitoreada desde el centro de control del sistema.
Las estaciones del sistema tranviario son plataformas a nivel, con estructuras de acceso diseñadas para garantizar embarque sin escalones, rampas de aproximación y señalización táctil. Cada estación cuenta con techumbre liviana, señalización institucional, mobiliario urbano, sistemas de iluminación técnica, validadores de pasaje y dispositivos de información al usuario. La mayoría de las estaciones se ubican en el eje central de la vía y están delimitadas por separadores fijos, con accesos peatonales protegidos o controlados. Algunas estaciones, como San Antonio y Miraflores, están integradas físicamente con otros modos del SITVA.
El sistema dispone de un taller y patio propios, localizados en el sector de Miraflores, junto a la estación homónima. Este complejo técnico alberga las instalaciones de mantenimiento y gestión operativa del sistema tranviario. El taller cuenta con fosas de inspección, puentes grúa, plataformas móviles, zonas de lavado, surtidores técnicos, almacenes de componentes, sistemas hidráulicos y eléctricos, laboratorios de diagnóstico y oficinas técnicas. El patio adyacente incluye vías de alistamiento, áreas de estacionamiento, cerramiento perimetral, sistemas de vigilancia y plataformas de maniobra para el parqueo nocturno de las unidades.
El funcionamiento del sistema tranviario está coordinado desde el Centro de Control Integral, mediante un sistema de señalización y control de tráfico dedicado, que incluye semáforos ferroviarios, sensores de proximidad, enclavamientos electrónicos, sistemas de prioridad semafórica en intersecciones, telecomunicaciones embarcadas y redes de comunicación por fibra óptica. Esta infraestructura permite la operación segura, continua y sincronizada de los tranvías en condiciones urbanas complejas, con supervisión permanente y capacidad de respuesta ante eventualidades técnicas o contingencias viales.

### Sistema teleférico
El sistema teleférico del SITVA está integrado por las líneas H, J, K, L, M y P del Metrocable de Medellín, una red de transporte por cable diseñada para conectar zonas de ladera con el resto del sistema. Cada línea opera de forma independiente y está conformada por estaciones, torres (comúnmente denominadas «pilonas»), cables portadores-tractores, cabinas, terminales de transferencia, subsistemas electromecánicos, centros de control, y componentes auxiliares.
Las líneas del sistema están compuestas por tramos de cable aéreo soportados por torres metálicas de gran altura, cimentadas sobre bases de concreto ancladas en terrenos escarpados. Estas torres, distribuidas a lo largo del trayecto, permiten mantener la tensión, el alineamiento y la separación de los cables en función de la topografía y la trayectoria deseada. La estructura incluye también estaciones de compensación y torres intermedias de desaceleración. Los cables portadores-tractores están fabricados en acero galvanizado, con recubrimientos y sistemas de guiado automático que garantizan la estabilidad operativa y la seguridad en el desplazamiento de las cabinas.
Cada línea cuenta con una estación de salida, una o más estaciones intermedias y una estación terminal. A diferencia de sistemas turísticos, las estaciones intermedias en el Metrocable no sólo sirven para desaceleración o evacuación asistida, sino que funcionan activamente como puntos de embarque y desembarque de pasajeros. La infraestructura de estas estaciones varía según su ubicación, pero en general incluye plataformas a nivel o elevadas, áreas de acceso controlado, pasarelas peatonales, rampas de aproximación, techos livianos, señalización institucional y zonas de espera cubiertas. Algunas estaciones cuentan con elementos adicionales como ascensores, sistemas de ventilación natural, cicloparqueaderos o integración física con otras líneas del SITVA.
El sistema de alimentación eléctrica se basa en motores de tracción ubicados en las estaciones motrices de cada línea, junto con subestaciones propias, convertidores de potencia, sistemas de emergencia y cuadros de distribución interna. Las estaciones disponen de mecanismos de acoplamiento y desacoplamiento automático de cabinas, frenos electromagnéticos, dispositivos de evacuación, cabinas técnicas y sistemas redundantes de alimentación. El voltaje y la capacidad de tracción están calibrados según el número de cabinas y la pendiente de cada línea.
Los talleres del Metrocable se ubican principalmente en las estaciones terminales motrices, y están diseñados para albergar tareas de mantenimiento mayor y diagnóstico integral de los componentes electromecánicos. Estas instalaciones incluyen fosas de inspección, equipos de izaje, bancos de pruebas de motores, dispositivos para control de fricción en poleas, almacenes de repuestos y estaciones de limpieza técnica de cabinas. El equipamiento permite realizar procesos de revisión estructural de las pinzas de sujeción, alineación de rodillos, calibración de frenos, y reemplazo de componentes críticos con herramientas de precisión.
Los patios operativos, por su parte, están destinados al almacenamiento de cabinas fuera de servicio y a la reorganización de flotas en horarios de baja demanda. Incluyen vías auxiliares de derivación, sistemas automatizados de acoplamiento, mecanismos de transporte lateral de cabinas, y techos retráctiles para protección frente a condiciones climáticas adversas. Su ubicación en áreas terminales facilita la redistribución de unidades durante el inicio o cierre de la operación diaria, así como durante interrupciones programadas o de emergencia.
El control y la supervisión de las operaciones se realiza desde centros de mando locales y desde el Centro de Control Integral del Metro de Medellín. El sistema cuenta con redes de monitoreo en tiempo real, cámaras de vigilancia, sensores de tensión y temperatura, sistemas de comunicación por radiofrecuencia y cableado de fibra óptica. Esta infraestructura permite una operación continua, segura y sincronizada con el resto del SITVA, incluso en condiciones meteorológicas adversas o de alta demanda.

### Líneas de autobuses de tránsito rápido
El SITVA cuenta con una red de buses de tránsito rápido, compuesta por tres líneas operadas por la empresa Metroplús S. A., que integran corredores exclusivos o preferenciales para autobuses articulados y padrones. En total, el sistema posee cerca de 26 km de infraestructura segregada a nivel superficial. Las líneas 1 y 2 están construidas sobre ejes troncales con separadores rígidos y estaciones centrales con plataformas alineadas al nivel de embarque, a lo largo del occidente de Medellín, principalmente en la comuna 16 Belén. La línea 1 se extiende entre la estación Universidad de Medellín y la estación Aranjuez, en el centro-norte de la ciudad, con una longitud aproximada de 12,5 km y veinte estaciones. La línea 2 opera en sentido contrario, sobre gran parte del mismo corredor.
Este sistema cuenta con tres líneas en operación que suman aproximadamente 26 km de infraestructura dedicada o priorizada construida a nivel superficial. Estas líneas se distinguen por su grado de segregación con respecto al tráfico mixto, la disposición de estaciones de embarque, el tipo de control semafórico y los sistemas de acceso. En todos los corredores se emplean vehículos articulados y padrones con motores de bajas emisiones, alimentados por diésel limpio tipo Euro V o superior, dotados de puertas al nivel de andén y sistemas de aire acondicionado.
La línea 1, inaugurada parcialmente en 2011 y completada en 2013, su recorrido se extiende desde la estación Universidad de Medellín, en la comuna 16 Belén, hasta la estación Parque de Aranjuez, con un total aproximado de 12,5 km y 20 estaciones. El corredor se ubica exclusivamente sobre la avenida 30A (calle 30), donde circula en un carril central segregado con barreras tipo New Jersey, mientras que el tráfico mixto se canaliza a carriles laterales. Las estaciones centrales están diseñadas con plataformas a nivel del autobús, torniquetes, señalización adaptativa, cubiertas metálicas, rampas y conexiones peatonales seguras mediante puentes elevados.
La línea 2 opera sobre un corredor pretroncal de aproximadamente 13,5 km, cuyo trazado coincide en buena parte con el de la línea 1, pero presenta diferencias sustanciales en su configuración. A diferencia de esta, utiliza carriles preferenciales con prioridad semafórica parcial y sectores de operación compartida con vehículos particulares. Dispone de 15 estaciones de tipo pretroncal, construidas en andenes laterales adaptados, con plataformas elevadas, rampas de acceso para personas con movilidad reducida, cubiertas metálicas modulares y señalización de acceso desde la vía peatonal.
La línea O fue puesta en operación en 2022 y tiene una longitud aproximada de 9,2 km. Su infraestructura conecta la estación La Palma, ubicada en la comuna 16 Belén de Medellín, con el intercambiador de Caribe, en la comuna 5 Castilla. Este corredor pretroncal emplea calzadas laterales de uso mixto con prioridad operativa para los buses del sistema, apoyada en controles de acceso, señalización horizontal diferenciada, carriles demarcados y estaciones tipo ecoestación con andenes elevados, cubiertas livianas, luminarias tipo LED y paneles informativos digitales.
En apoyo a estas operaciones, el sistema cuenta con dos patios de operación y mantenimiento. El primero se encuentra en la estación Universidad de Medellín, donde están ubicadas las instalaciones de despacho, parqueo, abastecimiento de combustible y lavado de vehículos. El segundo patio, de mayores dimensiones, está localizado en el municipio de Bello y opera como base logística para las líneas de buses alimentadores y de reserva operativa. Ambos patios están dotados de sistemas de control de flota, zonas de mantenimiento preventivo y correctivo, y redes de abastecimiento diseñadas para minimizar emisiones contaminantes.

### Cicloparqueaderos
El SITVA cuenta con una red de cicloparqueaderos distribuidos en diversas estaciones del metro, el tranvía y el sistema de buses de tránsito rápido. Estas infraestructuras permiten a los usuarios combinar el uso de la bicicleta con el transporte público masivo, lo que favorece la movilidad activa y la intermodalidad en el Valle de Aburrá.
Los cicloparqueaderos están diseñados para albergar bicicletas particulares, y se diferencian claramente de las estaciones del sistema EnCicla, que están destinadas al préstamo público de bicicletas.
Según el Metro de Medellín, la infraestructura de cicloparqueaderos incluye módulos metálicos cubiertos con soportes tipo U invertida, puntos de iluminación y cámaras de vigilancia, así como accesos con personal de seguridad o mecanismos de control electrónico, dependiendo del lugar. En algunos casos, los módulos están ubicados en zonas internas de las estaciones, mientras que en otros se sitúan en espacios contiguos, claramente señalizados como áreas para bicicletas.
El diseño de estos espacios obedece criterios de seguridad y accesibilidad derivados del Plan Maestro Metropolitano de la Bicicleta (PMB 2030), el cual establece como meta que el 10 % de los viajes en el Valle de Aburrá se realicen en bicicleta. Para 2019 ya se habían instalado cerca de 204 cicloparqueaderos, con una capacidad promedio de 10 bicicletas por módulo distribuidos en los municipios del Valle de Aburrá.

## Horarios
| Línea | Línea  | Lunes | Martes | Miércoles | Jueves | Viernes | Sábado | Domingo | Festivos |
| ----- | ------ | ----- | ------ | --------- | ------ | ------- | ------ | ------- | -------- |
|       | Inicio | 4:30  | 4:30   | 4:30      | 4:30   | 4:30    | 4:30   | 5:00    | 5:00     |
| Fin   | 23:00  | 23:00 | 23:00  | 23:00     | 23:00  | 23:00   | 22:00  | 22:00   |          |
|       | Inicio | 4:30  | 4:30   | 4:30      | 4:30   | 4:30    | 4:30   | 8:30    | 8:30     |
| Fin   | 23:00  | 23:00 | 23:00  | 23:00     | 23:00  | 23:00   | 22:00  | 22:00   |          |
|       | Inicio | 4:30  | 4:30   | 4:30      | 4:30   | 4:30    | 4:30   | 9:00    | 9:00     |
| Fin   | 23:00  | 23:00 | 23:00  | 23:00     | 23:00  | 23:00   | 22:00  | 22:00   |          |
|       | Inicio | -     | 9:00   | 9:00      | 9:00   | 9:00    | 9:00   | 8:30    | 8:30     |
| Fin   | -      | 18:00 | 18:00  | 18:00     | 18:00  | 18:00   | 18:00  | 18:00   |          |

La Línea L no presta servicio el primer día hábil de cada semana.

## Vehículos del sistema

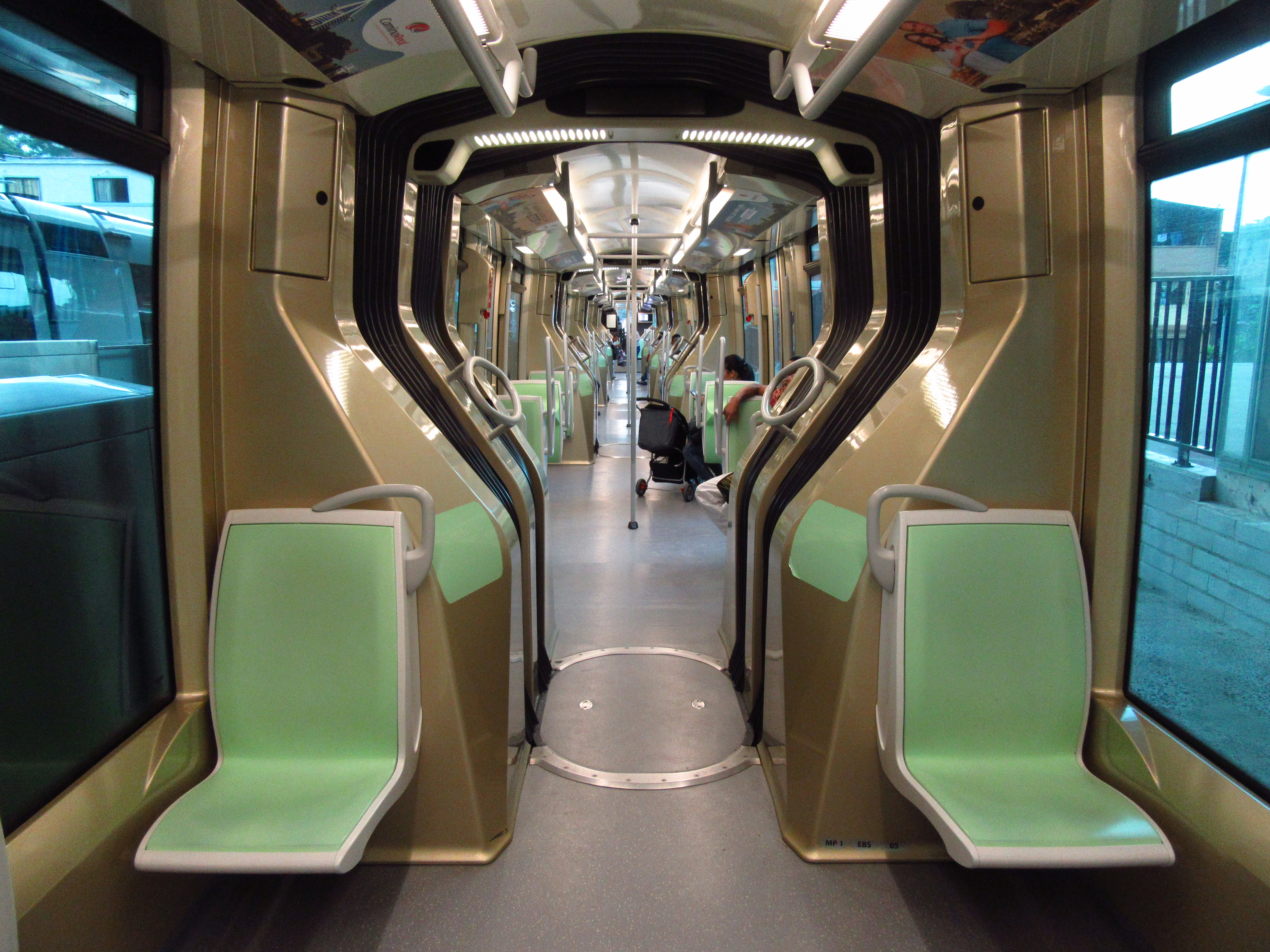
Interior de un vehículo Translohr NTL STE5 de la Línea T del Tranvía de Medellín.

El SITVA posee diferentes vehículos que se ajustan a las tipologías de cada una de sus líneas:
- Tren tipo MAN en la Línea A y la Línea B en configuración de tres coches por tren.
- Tren tipo CAF en la Línea A en configuración de tres coches por tren.
- Telecabina Poma en la Línea K, la Línea J, la Línea L, la Línea H, la Línea M y la Línea P.
- Tranvía Translohr NTL STE5 en la Línea T.

## Medios de pago
En la actualidad, el acceso al SITVA se realiza principalmente mediante la tarjeta inteligente Cívica, la cual permite la utilización de un sistema de tarifa integrada en todos los modos de transporte del sistema. Anteriormente, también se podía ingresar con boletos de uno o varios viajes, que eran introducidos en los torniquetes de las estaciones; sin embargo, este sistema fue reemplazado progresivamente hasta su eliminación en 2007. 
El 10 de diciembre de 2020 se anunció el lanzamiento de la aplicación móvil Cívica Pay, que permite generar un código QR como medio de acceso alternativo y realizar recargas en línea sin consumo de datos móviles. No obstante, este mecanismo no aplica para el ingreso a los buses alimentadores, donde únicamente se admite la tarjeta Cívica.

## Tarifas
Las tarifas del sistema se establecen anualmente mediante resolución oficial emitida por el Área Metropolitana del Valle de Aburrá, en su calidad de autoridad de transporte. Estas tarifas son de obligatorio cumplimiento para todos los modos integrados en el SITVA y pueden ser modificadas de acuerdo con criterios técnicos, financieros y de política pública.
La tarjeta Cívica permite acceder a diferentes tipos de tarifas según el perfil del usuario y el modo de transporte. Los usuarios que registran su tarjeta pueden acceder a tarifas preferenciales, que incluyen subsidios para estudiantes, adultos mayores, personas con discapacidad –PMR– y beneficiarios del SISBEN. Estas tarifas diferenciales son posibles gracias al sistema de personalización, el cual asocia el perfil socioeconómico del usuario a la tarjeta.
Las siguientes tarifas comenzaron a regir a partir del 1 de enero de 2025:
| Esquema de integración                             | Esquema de integración                                                           | Perfil tarifario   | Perfil tarifario   | Perfil tarifario   | Perfil tarifario   | Perfil tarifario     |
| -------------------------------------------------- | -------------------------------------------------------------------------------- | ------------------ | ------------------ | ------------------ | ------------------ | -------------------- |
| Esquema de integración                             | Esquema de integración                                                           | Frecuente          | Adulto mayor       | Estudiantil        | PMR                | Al portador Eventual |
| 1                                                  | Metro / Ruta alimentadora / Tranvía / Metroplús / Metrocable                     | $3 430             | $3 060             | $1 420             | $2 480             | $3 900               |
| 2                                                  | Tranvía / Metroplús + Metro / Metrocable                                         | $3 430             | $3 060             | $1 420             | $2 480             | $3 900               |
| 3                                                  | Ruta alimentadora + Tranvía / Metroplús                                          | $3 430             | $3 060             | $1 420             | $2 480             | $3 900               |
| 4                                                  | Tranvía + Metrocable / Metro                                                     | $3 430             | $3 060             | $1 420             | $2 480             | $3 900               |
| 5                                                  | Ruta alimentadora + Metro / Metrocable                                           | $4 110             | $3 740             | $2 100             | $3 160             | $4 580               |
| 6                                                  | Ruta alimentadora + Tranvía / Metroplús + Metro / Metrocable                     | $4 110             | $3 740             | $2 100             | $3 160             | $4 580               |
| 7                                                  | Ruta alimentadora + Ruta alimentadora                                            | $4 110             | $3 740             | $2 100             | $3 160             | $4 580               |
| 8                                                  | Ruta alimentadora + Tranvía / Metroplús + Ruta alimentadora                      | $4 790             | $4 420             | $2 780             | $3 840             | $5 260               |
| 9                                                  | Ruta alimentadora + Metro / Metrocable + Ruta alimentadora                       | $5 470             | $5 100             | $3 460             | $4 520             | $5 940               |
| 10                                                 | Ruta alimentadora + Tranvía / Metroplús + Metro / Metrocable + Ruta alimentadora | $5 470             | $5 100             | $3 460             | $4 520             | $5 940               |
| Perfiles tarifarios Línea L – Cable Turístico Arví | Perfiles tarifarios Línea L – Cable Turístico Arví                               | Costo por trayecto | Costo por trayecto | Costo por trayecto | Costo por trayecto | Costo por trayecto   |
| 1                                                  | Tarifa para estratos 1, 2 y 3                                                    | $3 500             | $3 500             | $3 500             | $3 500             | $3 500               |
| 2                                                  | Tarifa para nacionales con tarjeta Cívica personalizada                          | $10 950            | $10 950            | $10 950            | $10 950            | $10 950              |
| 3                                                  | Tarifa para extranjeros o usuarios sin tarjeta personalizada                     | $24 500            | $24 500            | $24 500            | $24 500            | $24 500              |

1. ↑  Para acceder a esta tarifa se requiere presentar documento de identidad colombiano y contar con una tarjeta Cívica personalizada vigente.
2. ↑  La tarifa aplica a turistas, visitantes internacionales o personas que usen tarjetas al portador o no registradas en la base de datos del sistema.

Estas tarifas del Cable Arví comenzaron a regir desde el 11 de abril de 2025.
Los usuarios con tarjeta personalizada también pueden acceder a funcionalidades como carga anticipada, recarga en línea, registro de viajes, recuperación de saldo en caso de pérdida o daño, y consulta de reportes de uso mediante la app o la plataforma web Cívica.

### Ajustes anteriores y lógica tarifaria
El incremento tarifario del 6,2 % aplicado a partir de 2025 obedeció a un estudio técnico anual que determinó ajustes de 220 COP para usuarios frecuentes, 160 COP para adultos mayores y 70 COP para estudiantes. Las rutas integradas se incrementaron en promedio 240 COP, mientras que las rutas metropolitanas aumentaron 200 COP, con un ajuste específico de 250 COP para el municipio de Barbosa.
La lógica tarifaria del SITVA busca incentivar la integración modal mediante transbordos gratuitos dentro de los plazos establecidos por el Plan Maestro de Movilidad del Valle de Aburrá (2020‑2035), que promueve mecanismos tarifarios favorables en tiempos de transbordo inferiores a 90 minutos. Asimismo, establece tarifas diferenciadas para grupos prioritarios, como estudiantes, adultos mayores y personas con discapacidad, mediante controles socioeconómicos asociados a la Tarjeta Cívica personalizada.

### Evolución histórica de tarifas
Además de los criterios técnicos aplicados anualmente, la siguiente tabla resume los incrementos tarifarios aplicados en el sistema SITVA entre los años 2020 y 2025, con detalle para usuarios frecuentes, perfiles especiales y modalidades integradas. Esta tabla puede cambiar anualmente a medida que se publiquen nuevos datos por parte de las autoridades competentes:
| Año  | Frecuente (COP / %)            | Estudiantil (COP / %) | Adulto mayor (COP / %) | PMR (COP / %)        | Integradas (rutas/metropolitanas)                                        |
| ---- | ------------------------------ | --------------------- | ---------------------- | -------------------- | ------------------------------------------------------------------------ |
| 2021 | +70 COP                        | —                     | —                      | —                    | —                                                                        |
| 2022 | +150 COP (6,2 %)               | —                     | —                      | —                    | —                                                                        |
| 2023 | —                              | —                     | —                      | —                    | Estabilidad tarifaria pública                                            |
| 2024 | +330 COP → 3 210 COP (~11,5 %) | —                     | —                      | —                    | —                                                                        |
| 2025 | +220 COP → 3 430 COP (6,2 %)   | +70 COP → 1 420 COP   | +160 COP → 3 060 COP   | +130 COP → 2 480 COP | +240 COP rutas integradas; +200 COP metropolitanas (+250 COP en Barbosa) |

Nota: para algunos años no se encontraron datos desagregados por perfil o modalidad.

### Críticas y solicitudes ciudadanas
Diversas organizaciones sociales y colectivos estudiantiles han solicitado a lo largo de los años la ampliación de los beneficios tarifarios, así como una revisión del sistema de actualización automática de las tarifas. En 2023, se registraron protestas por la suspensión de subsidios a estudiantes debido a retrasos en el reporte de matrículas o a fallos en la integración de bases de datos institucionales.

## Proyectos
Otras grandes inversiones serán soportadas en su mayoría con recursos propios del Metro y buscan extender y mejorar la calidad de vida entre todos los habitantes del Valle de Aburrá.
- El Metro de la 80 es una obra recorrerá de la estación Caribe hasta la estación Aguacatala o viceversa, en un tiempo de 32 minutos pasando en total por 14 paradas y 3 estaciones. El corredor comprende 13,25 km con un trazado desde la estación Caribe del Metro, pasando por la transversal 73, luego por la calle 65 hasta el sector de la Facultad de Minas donde toma la avenida 80-81, cerrando el circuito en la estación Aguacatala en el sur de la ciudad de Medellín.[135]
- El Tren de Cercanías, o Tren del Río, que sirve para movilizar carga, residuos sólidos y pasajeros, cuya etapa de estudios inició en el mes de diciembre de 2009, se planea obtener los recursos de la obra a mano de la ley de Metros, este proyecto de $4,2 billones, de los cuales la región aporta el 30% ($1,26 billones) y se espera una cofinanciación por deuda pública del Gobierno Nacional del 70% restante ($2,94 billones).[136]
- Actualmente se está realizando la repotenciación de los primeros trenes tipo MAN, que ya han cumplido 25 años de servicio en el sistema, este proyecto se planea que finalice en aproximadamente 24 meses, realizado totalmente con recursos propios y con mano de obra local.
- La alcaldía de Medellín, a manos de Daniel Quintero Calle en el año 2021 firmó un convenio para iniciar los estudios de prefactibilidad y factibilidad de una nueva línea férrea, la cual se planea que sea 100% subterránea, y cuya letra sería la línea S.[137][138][139]

### Libros
- Restrepo Vélez, Juan Carlos (2014). Metro de Medellín: veinte años de operación. Medellín: Empresa de Transporte Masivo del Valle de Aburrá – Metro de Medellín Ltda. ISBN 9588558093.
- Gómez, Luis Fernando (2010). Medellín: movilidad urbana e integración metropolitana. Universidad Nacional de Colombia. ISBN 9789587193745 |isbn= incorrecto (ayuda).
- Scholl, Wolfgang (2002). Transporte masivo en Medellín: experiencias y aprendizajes. Universidad de los Andes. ISBN 9586951424 |isbn= incorrecto (ayuda).
- Alberti, Leonardo; Beltrán, Claudia; Juárez, Pedro; Pereyra, Tomás (2022). Gobernanza del transporte en América Latina. Banco Interamericano de Desarrollo. ISBN 9781597824652 |isbn= incorrecto (ayuda).

### Revistas académicas
- Rodríguez, Álvaro (2006). «El transporte en Medellín: entre la modernización y la exclusión». Revista Territorios (15): 25-46. ISSN 0123-8418.
- Brand, Peter; Dávila, Juliana (2011). «El Metrocable como catalizador urbano». Urbanismo y Sociedad (5): 75-92.
- Arango, María Isabel (2015). «Memorias del Metro: transformación urbana y social de Medellín». Bitácora Urbano Territorial 25 (1): 121-138. ISSN 0124-7913.
- Restrepo, Juan Carlos (2023). «Retos de movilidad metropolitana: el caso del SITVA». Revista de Planeación Urbana 9 (2): 47-62.

- Restrepo Vélez, María Elena (2014). «Pasado, presente y futuro del metro de Medellín y sus implicaciones socioculturales en el valle de Aburrá» (pdf). Questiones Urbano Regionales (Quito, Ecuador: Instituto de la Ciudad) 2 (3): 10-32. ISSN 1390-9142. Consultado el 5 de julio de 2023.

- Alberti, Juan; Beltrán, Oscar; Juárez, Rodrigo; Pereyra, Andrés (octubre de 2022). Líneas A y B del Metro de Medellín: luces y sombras de un megaproyecto transformador (pdf). Estudios de caso de metros en América Latina y el Caribe. Biblioteca Felipe Herrera del Banco Interamericano de Desarrollo: Banco Interamericano de Desarrollo. doi:10.18235/0004509. Consultado el 3 de julio de 2023.

### Documentos técnicos y fuentes oficiales
- Departamento Nacional de Planeación (16 de febrero de 1993). «Documento CONPES 2640 - Garantía de la nación a créditos para el Metro de Medellín». Consultado el 4 de mayo de 2016.

- Departamento Nacional de Planeación (29 de julio de 1987). «Documento CONPES 2331 - Situación actual y perspectivas del proyecto Tren Metropolitano de Medellín». Consultado el 27 de abril de 2016.

- Metro de Medellín. «Historia». Consultado el 10 de julio de 2023.

- Concejo de Medellín. «Plan de Ordenamiento Territorial para el Municipio de Medellín». Consultado el 14 de septiembre de 2014.

- Alcaldía de Medellín. «Plan de Desarrollo de Medellín 2001-2003 Medellín Competitiva» (pdf). Archivado desde el original el 7 de marzo de 2016. Consultado el 1 de febrero de 2017.

- Peréz Carrillo, Luis (2007). «Sistemas de transporte por cable aéreo en Colombia». Revista Metro – Edición 1. Archivado desde el original el 16 de junio de 2022. Consultado el 18 de septiembre de 2017.

- Datos: Q20022281